# Tommy Ramone
Tommy Ramone, pseudonimo di Tamás Erdélyi (Budapest, 29 gennaio 1952 – New York, 11 luglio 2014), è stato un batterista, produttore discografico e cantautore ungherese naturalizzato statunitense.

## Biografia
Nacque a Budapest in una famiglia di ebrei ungheresi e crebbe a Forest Hills nel Queens, uno dei quartieri di New York.
È stato lui a spingere Johnny, Joey e Dee Dee a formare i Ramones.
Inizialmente aveva un ruolo di manager all'interno della band ed entrò nei Ramones come batterista al posto di Joey Ramone sia perché Joey non riusciva a stare dietro alla velocità sempre maggiore di esecuzione della band sia perché la ricerca di altri batteristi si rivelò infruttuosa: si presentarono alle audizioni per il posto di batterista persone che sapevano suonare la batteria con uno stile heavy metal che non era quello che Joey, Dee Dee e Johnny stavano cercando. Per Tommy si trattò della prima volta da batterista nella sua vita. Joey si dedicò poi al ruolo di cantante del gruppo.
Nel 1978 lasciò il ruolo di batterista a Marky Ramone, stremato dalle innumerevoli esibizioni dei Ramones ed anche perché non veniva considerato un vero Ramone, in quanto aveva uno stile di vita troppo distante dagli altri, essendo una persona molto più tranquilla. Dee Dee disse relativamente a ciò, durante un'intervista nel film-documentario End of the Century: The Story of the Ramones:
(Dee Dee Ramone)
Lasciò la band anche perché era sempre preso di mira dagli altri componenti, con continui scherzi, anche abbastanza pesanti, per la maggior parte ad opera di Dee Dee.
Per capire meglio il suo abbandono, va considerato poi che, durante gli ultimi due anni in cui è rimasto nella band (1977-1978), da una parte si vedeva ormai come un passeggero dentro il furgone con cui giravano il mondo, non considerato e continuamente preso in giro, e dall'altra si vedeva con grandi prospettive per un'attività di produttore musicale, attività che gli è sempre interessata e piaciuta.
Sempre nel film-documentario End of the Century: The Story of the Ramones Erdélyi ha dichiarato infatti:
(Tommy Ramone)
Lasciata la band, si dedicò poi, infatti, all'attività di produttore e di manager sia della band stessa sia di altri gruppi come i The Replacements, Redd Kross, The Rattlers ed i Talking Heads.
Negli ultimi anni Tommy è stato impegnato in una band di bluegrass americana chiamata Uncle Monk, con la quale ha pubblicato un album omonimo nel 2006.
È morto l'11 luglio 2014 nella sua casa nel Queens a New York, all'età di 62 anni a causa di un cancro alle vie biliari.

## Discografia con Uncle Monk
Album in studio
- Uncle Monk (2006[7])